# خانه وفادار
خانه وفادار مربوط به دوره قاجار است و در اصفهان، محله پشت بار، خیابان چهارباغ پائین، کوچه شیخ ابومسعود واقع شده و این اثر در تاریخ ۱۰ خرداد ۱۳۸۲ با شمارهٔ ثبت ۹۰۶۰ به‌عنوان یکی از آثار ملی ایران به ثبت رسیده است.